# 希伦二世
希倫二世 （希臘語：Ἱέρων Β΄; 前307年 – 前215年），是西西里的希臘人。伊庇魯斯聯軍統帥皮洛士遠征西西里迦太基人時，擔任他的部將。隨著皮洛士離開西西里返國，希倫被敘拉古人推举为領導西西里希臘人的軍事統帥，而後在前269年加冕為敘拉古國王。作為羅馬的盟友，希倫二世在第一次布匿戰爭中的扮演重要角色。另外，他與叙拉古的科學家阿基米德保持密切關係，曾經委託阿基米德鑑定金冠是否參雜質，成為浮體原理發現的契機。

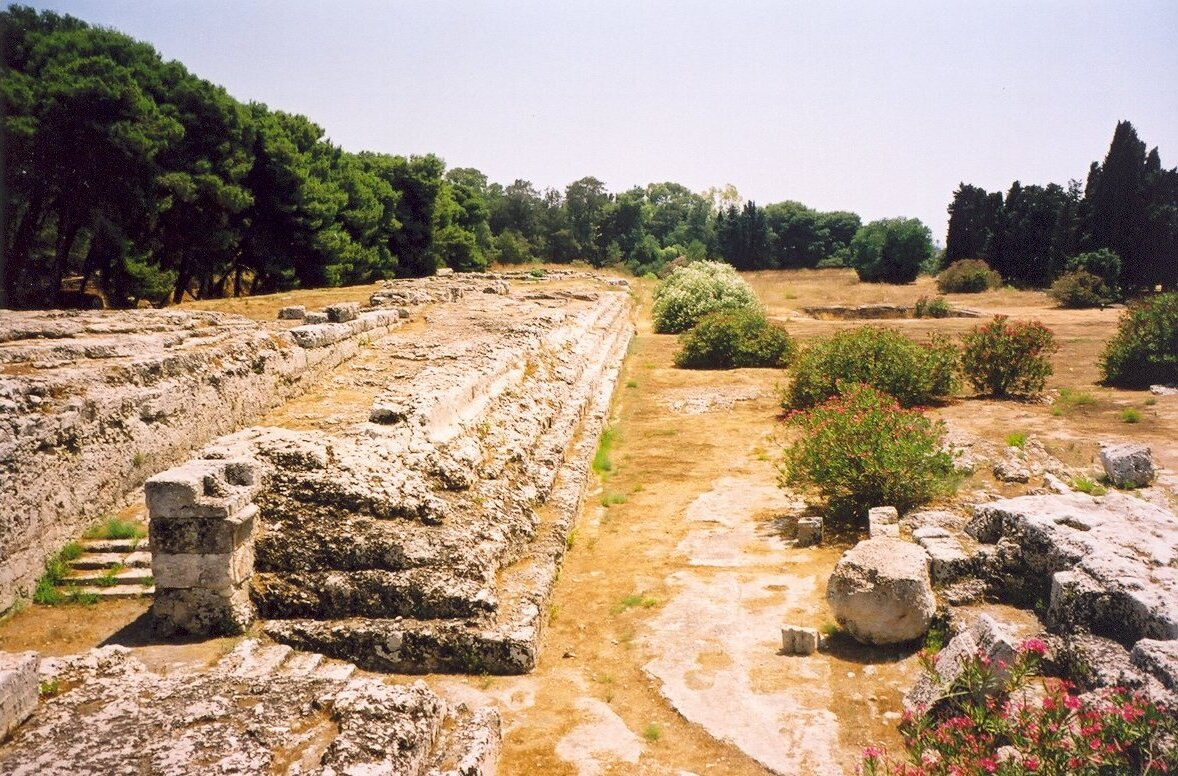
希伦二世在叙拉古建造的宙斯祭壇遺址

## 早年與掌權
希倫的父親希洛克利斯是私生子，他的家族宣稱是前五世紀吉羅一世（Gelo）的後裔。當時敘拉古的前國王阿加托克利斯過世後，政局長期陷入不穩，加上迦太基人的攻勢使敘拉古人節節敗退，正好伊庇魯斯摩羅西亞國王皮洛士應大希臘希臘城邦塔蘭托所請求，來到義大利半島與羅馬人作戰。於是敘拉古人就近於前278年請求皮洛士率軍來援，並以來敘拉古王位以此回報，當皮洛士來到西西里率領敘拉古人對付迦太基人時，年纪輕輕的希倫已在皮洛士的帳下擔任敘拉古部隊的將領。也因為希倫的戰爭中突出的優異表現和才能，前275年皮洛士率軍放棄西西里戰線之後，群龍無首的敘拉古軍自行推舉年約30出頭的希倫和另一位將軍阿特米多魯斯為敘拉古軍統帥，希倫隨後讓自己家族人脈及黨人進入敘拉古城中擴大勢力，使他與反對派鬥爭時佔了上風，儘管如此他行事仍相當溫和且處置寬容得處，雖然敘拉古人自古對軍頭沒有好感，但這次一致同意他掌握了敘拉古軍政大權。希倫為了加強他的地位與力量，與敘拉古領導階級的通婚，娶了勒普提涅斯（Leptines）的女兒菲里斯蒂絲（Philistis）為妻，倚靠親家於國內的力量，希倫可以安心於國外親自用兵。

## 成為國王

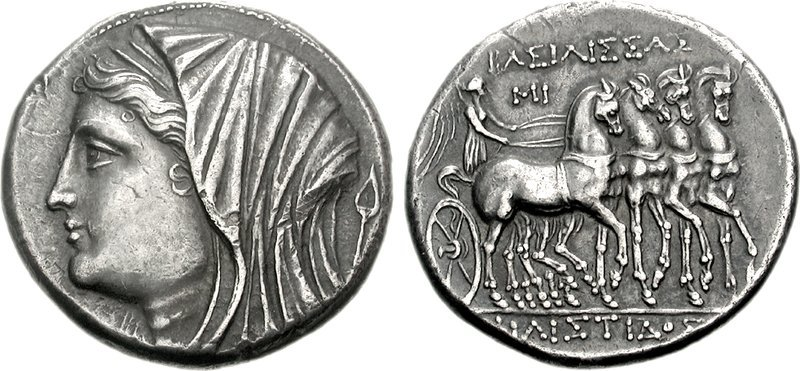
王后菲里斯蒂絲的肖像

差不多同時，前國王阿加托克利斯的坎帕尼亞傭兵馬麥丁人（Mamertines）很早前叛亂，還佔領墨沙拿為其割據地四處掠奪，雖然在皮洛士討伐下遭到重擊而不敢造次，但隨著皮洛士離開他們又開始到處肆虐。希倫觀察到自己的軍隊中雇傭老兵並不可靠，存在嘩變的可能性，因此他率領全軍假意討伐馬麥丁人，在佈陣中他讓僱傭老兵組成第一戰列，而自己率領敘拉古公民兵團在後方組成一個戰列，他先讓僱傭老兵先去與敵人作戰送死，當兇猛的馬麥丁人把傭兵打成潰不成軍後，他趕緊率領公民兵團快速後撤，安然撤回敘拉古。在成功藉由敵人之手剷除不安份的傭兵後，他重新招募聽命於自己的傭兵鞏固自己的地位安全。
為了去除馬麥丁人的威脅，希倫花了一段時間嚴格訓練敘拉古公民兵團。希倫率領全軍出發，並在米拉佐附近一場會戰擊敗馬麥丁人，俘虜了他們的領袖，馬麥丁人元氣大傷向羅馬與迦太基請援，後在迦太基干涉下才倖免，根據地墨沙拿才未被希倫攻下。在這場勝利之後希倫被擁為「敘拉古及其盟友之國王」。

## 布匿戰爭
在前264年，因馬麥丁人向羅馬人尋求幫助的緣故，羅馬決定向西西里用兵。對此，希倫與迦太基人合作結盟，他與剛登陸西西里的迦太基將軍漢諾合軍圍攻馬麥丁人所佔領的墨沙拿。羅馬執政官克勞狄·考德克斯（Appius Claudius Caudex）所率的羅馬軍成功渡海進入墨沙拿，並出城分別與城外的聯軍進行墨沙拿戰役，克勞狄·考德克斯決定先與希倫所率的敘拉古軍作戰。對於這場戰鬥，古希臘作家阿格里真托的腓里努斯（Philinus of Agrigentum）認為是羅馬軍大敗退回城中，但另一位古希臘作家波利比烏斯則說當時是敘拉古軍遭到擊敗，認為是腓里努斯記載錯誤。無論如何，戰後希倫撤退回敘拉古，使羅馬人最終贏得這場戰役。克勞狄·考德克斯隨後率軍侵入敘拉古境內，直至敘拉古城下準備攻城。
前263年，羅馬元老院得知墨沙拿戰役結果，決定把羅馬兩位執政官的軍隊都派往西西里對付敘拉古和迦太基，使當時西西里羅馬軍共約4萬人以上。面對羅馬龐大的軍隊與強大的軍力，希倫二世決定與羅馬講和，而羅馬也因為在西西里戰場上補給問題大傷腦筋，希望敘拉古方面能提供幫助。雙方很快締結條約，條約中敘拉古需支付給羅馬150塔蘭同銀幣，雙方結成盟約，明定敘拉古保留陶爾米納以東的西南西西里島的疆域。希倫透過這次外交，成功保存敘拉古城與自己的地位。
直至前215年希倫二世逝世，敘拉古一直是羅馬的盟友，經常在往後布匿戰爭中提供人員和物資幫助，他並保留一支有力的防禦性艦隊。

## 希倫二世與阿基米德

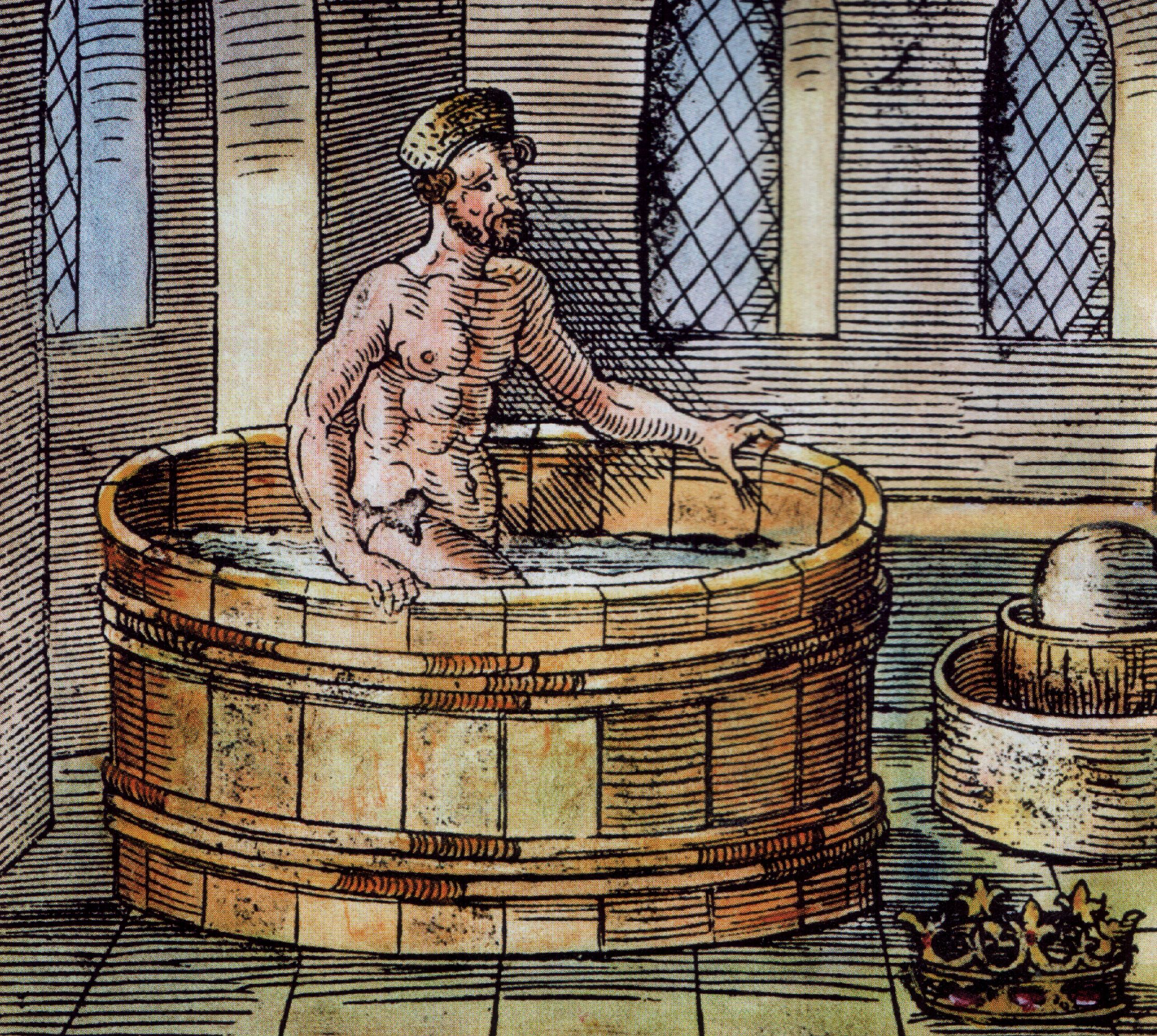
十六世紀畫家作品，闡揚阿基米德在洗澡時想出阿基米德浮體原理，右邊地板上是希倫二世委託鑑定的金冠

古代作家普魯塔克《希臘羅馬名人傳》提到，希倫二世與古希臘科學家阿基米德是親友，兩人保持良好關係，希倫二世資助阿基米德經費來進行研究，而阿基米德也經常用他的智慧幫忙解決希倫的疑難雜症。
根據維特魯威在《建築十書》（De Architectura）的記述，希倫二世曾給金匠一個定額的黃金請他打造一頂金冠，準備來獻給神明，金匠也完成這任委託，重量也相符先前契約中黃金的重量。然而之後吹哨者密控，金匠在金冠中以摻入等重的銀來偷工減料，希倫二世相當憤怒，懷疑自己被騙了，就請阿基米德鑒定這事真偽。阿基米德一直在想鑒定的方法，就在他走進浴缸裏洗澡的時候，看見滿出去的水時，靈光一閃衝出門外，大叫：「尤里卡，尤里卡！」（希臘語:εύρηκα，意即「我發現了」），一時忘了自己是光著身體，原來阿基米德悟出利用浮力測量不規則物體密度的方法，也就是阿基米德浮體原理。最後，判明金冠中確實含有銀，阿基米德成功的揭穿了金匠的詭計。
希倫二世與阿基米德私交甚密。當阿基米德醉心於幾何與理論研究，認為機械的設計和發明非關緊要，一心只想把全副精力用於純理論的學問，然而希倫鼓勵阿基米德應該把理論付諸成，實際應用於工程上，來改善人民生活福祉。因此阿基米德在餘興之餘設計許多精巧的機械，使他聲名大噪，也使工程師的身份比學者身份更讓當代人知名。有次，希倫二世委託阿基米德設計一艘長110公尺的超大型的三桅船「敘拉古號」（Syracusia），它能載1,600至1,800噸的貨物，可乘載1,942人，據說甲板還可乘載200人士兵和許多投石機具。當巨大的敘拉古號建造完成後，就算用很大的人力也無法把船隻拖出碼頭，阿基米德當時還設計另一項機具，讓國王希倫二世一人輕輕拉了繩子，整艘船隻就直直被拖出，這讓希倫二世大為讚嘆，直說「從今天起，阿基米德說甚麼，我們都該相信。」
希倫二世還花了數年大規模重修整建敘拉古城的城防，依舊由阿基米德規劃設計，城牆上還安裝阿基米德設計的投石機與弩機。這套固若金湯的城防，前214年羅馬艦隊馬克盧斯進行敘拉古圍城戰吃足大苦頭，馬克盧斯不得苦笑地承認：「這是一場羅馬艦隊與阿基米德一人的戰爭」。

## 晚年
希倫與王后菲里斯蒂絲育有一子吉羅二世，希倫還讓其子迎娶皮洛士的女兒涅柔斯（Nereis）。並在某一時間點讓他登基與自己共治。在第二次布匿戰爭時，年邁的希倫二世仍一貫忠於羅馬陣營，但在前216年坎尼會戰戰後羅馬慘敗，吉羅二世態度轉變成迦太基支持者，古羅馬史家李維認為吉羅二世有意發動政變，準備反抗其父的政策，但他突然去世使行動沒有實行，吉羅二世祖急逝使人懷疑是希倫涉有重嫌。但波利比烏斯並沒有提到這件事，反而說吉羅二世一生都諄從父親的指導，認為服從父親與親情比什麼都還重要。
希倫活了相當長的時間，他長達約莫60年的統治時間，為敘拉古建設許多設施，如宙斯祭壇和擴建希臘戲院。波利比烏斯說在他任內沒有依靠殺戮、放逐任一位敘拉古人來維持他的權位，也沒有人想陰謀撼動他的地位，他也曾經想在公開場合引退，但都被敘拉古公民聯合阻止。希倫留下美好的名聲，於前215年逝世，王位由其孫希洛尼摩斯繼承。

## 註腳
1. ↑  琉善 《Octogenarians》
On Hiero’s longevity
2. 1 2  波利比烏斯 vii. 8
3. ↑  Encyclopædia Britannica ("Pyrrhus") 2010.
4. ↑  .   [2014-09-17]. （原始内容存档于2020-05-28）.
5. ↑  .   [2014-09-17]. （原始内容存档于2020-05-28）.
6. 1 2  波利比烏斯 i. 8-16; 約翰·佐納拉斯 （John Zonaras）Viii. 9
7. ↑  李維 xxi. 49-51, xxii. 37, xxiii. 21
8. ↑  維特魯威，建築十書Book IX, Introduction
9. ↑  普魯塔克《希臘羅馬名人傳》 Marcellus
10. ↑  Casson, Lionel. . JHU Press. 1971  [22 May 2011].
11. ↑  普羅克拉斯（Proclus）A Commentary on the First Book of Euclid’s Elements, Book II, Chapter III
12. ↑  李維 XXIV.34
13. ↑  李維 XXIII.30

## 來源
- 普魯塔克《希臘羅馬名人傳:馬克盧斯》
- 波利比烏斯《羅馬帝國的崛起》
- 敘拉古王族:希倫 （页面存档备份，存于）
- 本条目包含来自公有领域出版物的文本: Chisholm, Hugh (编).  (第11版). London: Cambridge University Press. 1911.

| 統治者頭銜                         | 統治者頭銜                                                   | 統治者頭銜        |
| ---------------------------------- | ------------------------------------------------------------ | ----------------- |
| 前任： 被擁為王 前一同頭銜者皮洛士 | 敘拉古國王 前269年－前215年 （?至前216年與兒子吉羅二世共治） | 繼任： 希洛尼摩斯 |